# Diaglyptidea lavoiei
Diaglyptidea lavoiei är en stekelart som först beskrevs av Léon Abel Provancher 1882.  Diaglyptidea lavoiei ingår i släktet Diaglyptidea och familjen brokparasitsteklar. Inga underarter finns listade i Catalogue of Life.